# Johann Martin Manl
Johann Martin Manl (né le 19 janvier 1766 à Mayence, mort le 15 octobre 1835 à Eichstätt) est évêque de Spire de 1827 à 1835 et d'Eichstätt de 1835 à sa mort.

## Biographie
Johann Martin Manl est le fils unique du maréchal-ferrant Andreas Mantel et de son épouse Anne Christina Oeckel. Les parents ont inscrit ce nom de famille au registre de baptême de l'église Saint-Ignace de Mayence. Ce n'est que plus tard qu'il change son nom en Manl pour des raisons inconnues. Il va à l'école des bénédictins de l'abbaye Saint-Jacques de Mayence, où il est comme novice, mais sans terminer le noviciat.
Il fait ses études de théologie à l'université de Mayence. Le 28 mars 1789, il est ordonné prêtre à Mayence. À partir de 1790, il est enseignant au collège de Francfort. Lorsque le dernier empereur romain-allemand, François II, est couronné par l'électeur de Mayence, l'archevêque Frédéric-Charles Joseph d'Erthal à Francfort le 14 juillet 1792, le maître de la Haute Cour impériale, le prince Franz de Paula Gundaker von Colloredo-Mannsfeld (de), cherche un tuteur pour son plus jeune fils, on lui recommande Manl. L'appel de Vienne a lieu le 18 novembre de cette année.
En 1794, il devient prévôt de l'église Saint-Maurice d'Augsbourg (de) grâce à la protection impériale et en 1796 en même temps chanoine de la cathédrale de Constance, en 1802 conseiller de la principauté épiscopale de Constance. En 1810, il reprend la paroisse d'Allershausen dans le diocèse de Freising. À partir de 1815, il est conseiller de ce diocèse et à partir de 1816 directeur du tribunal matrimonial. Le 28 octobre 1821, Johann Martin Manl devient membre du chapitre métropolitain de la cathédrale de Munich et, la même année, il devient official.
Le roi Louis Ier de Bavière nomme Johann Martin Manl évêque de Spire le 22 juillet 1826, le pape Léon XII confirme ce choix le 9 avril 1827. Il reçoit son ordination épiscopale le 25 avril 1827 de l'archevêque Lothar Anselm von Gebsattel (de) dans la cathédrale de Munich avec comme co-consécrateurs Johann Michael Sailer et Franz Ignaz von Streber (de), et le 29 mai de la même année, il est intronisé à Spire.
Manl est un homme profondément fidèle à Rome avec la meilleure volonté et d'excellentes dispositions. Manl se rend activement dans les paroisses, y travaille, crée un séminaire diocésain et tente même de créer sa propre faculté de théologie afin que le séminaire soit épargné d'un séjour dans des universités étrangères. Il combat durablement les mariages « sauvages et non confessionnels », anime la vie liturgique et les chants d'église, et est désireux de décorer la cathédrale de Spire. En 1828, Manl réussit à réoccuper l'abbaye Sainte-Madeleine de Spire (de) avec des religieuses dominicaines. Le 9 juin 1829, lundi de Pentecôte, Mgr Manl reçut le roi Louis Ier de Bavière à Spire, à l'occasion d'un voyage au Palatinat.
Manl vit spirituellement comme avant les guerres napoléoniennes et est façonné par son séjour à la cour à Vienne. Par exemple, il veut réintroduire le frac et les chaussures à boucles comme costume sacerdotal dans le diocèse, comme au XVIIIe siècle, que le chapitre de la cathédrale rejette comme anachronique. Il accorde une grande importance en apparaissant comme un prince de l'église conformément à son statut. Il mène un train de vie qui amène à des dettes.
Peu à peu, le pasteur se brouille avec la plupart des membres du chapitre de la cathédrale. Aucune lettre pastorale de sa part ne paraît à partir de 1833, car le chanoine Johannes von Geissel, qui deviendra plus tard cardinal, refuse de continuer à écrire pour lui. Son secrétaire Franz Xaver Remling préfère se rendre à Hambach comme prêtre en 1833. En raison de différences théologiques sur la question des mariages mixtes, il se brouille avec le chanoine Bruno Würschmitt (de), à tel point qu'il le quitte lors d'un voyage à Kreuznach en 1834 et repart seul à Spire.
Finalement Johann Martin Manl écrit le 29 janvier 1835 une lettre désabusée au roi de Bavière et demande un autre diocèse, qui correspond mieux à sa personne.
Le roi répond à l'appel à l'aide de l'évêque et à la demande de la majorité du clergé palatin, le retire de Spire le 25 mars de la même année en le nommant évêque d'Eichstätt pour succéder à Johann Friedrich Oesterreicher le 31 janvier 1835. À la Pentecôte, l'évêque sortant participe à la grande messe dans la cathédrale de Spire, pas sur le trône, dans une simple chaise de prière dans le chœur.
Il quitte Spire le 15 juin 1835. Le vicaire de la cathédrale Anton Spiehler (de), son secrétaire à l'époque, l'accompagne à Munich puis Eichstätt, où ils arrivent le 27 juin. L'intronisation a lieu le 1er juillet. En octobre, l'évêque de 68 ans tombe malade d'une pneumonie, à laquelle il succombe le 15 du mois. Sur son lit de mort, il se plaint bruyamment : « Je n'ai rien pu faire de bon au diocèse d'Eichstätt ! »
Le 19 octobre 1835, Johann Martin Manl est enterré dans la cathédrale d'Eichstätt.